# Compañía de Automóviles Dōwa

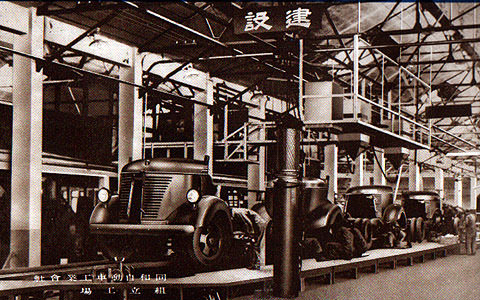
Fábrica de Automóviles Dōwa

La Compañía de Automóviles Dōwa (chino tradicional/Kyūjitai: 同和自動車工業株式會社; Shinjitai: 同和自動車工業株式会社; Hanyu Pinyin: Tónghé Zìdòngchē Gōngyè Zhūshì Huìshè; Wade-Giles: T'ung-ho Tzu-tung-ch'e Kung-ye Chu-shih Hui-she; Hepburn: Dōwa Jidōsha Kōgyō kabushiki kaisha) fue un fabricante de automóviles, camiones y vehículos blindados con sede en Manchukuo. Su oficina central estaba en Mukden, la ciudad más grande de Manchukuo.

## Historia
Fundada el 26 de marzo de 1934, Automóviles Dōwa era una empresa conjunta del Ferrocarril del Sur de Manchuria, el gobierno de Manchukuo y 7 empresas japonesas. Después de la Primera Guerra Mundial, el Ejército Imperial Japonés vio la necesidad de una mayor mecanización, y el Ejército de Kwantung comenzó a importar vehículos fabricados en el extranjero, incluido el Vickers Crossley Modelo 25 blindado. Después de la formación del Imperio de Manchukuo, la política económica de autosuficiencia del Ejército de Kwantung en la importante industria pesada estratégica estimuló la necesidad de camiones y automóviles de fabricación local. Dōwa comenzó con la ayuda de Tōkyō Jidōsha Kogyo (el precursor de Isuzu) para construir vehículos a partir de kits desmontables, ya que la infraestructura de los subproveedores se incrementó gradualmente para permitir más y más contenido local. La producción inicial se estimó en 5000 vehículos por año, muchos de los cuales eran copias del diseño de Crossley.
Automóviles Dōwa fue absorbida por la nueva Compañía de Producción Automovilística de Manchuria (満州自動車製造株式会社, Manshū Jidōsha Seizō Kabushiki Kaisha), una subcontrata estatal y subsidiaria de Industrias Pesadas de Manchuria en 1940.